# Обикновена пънчушка
Обикновената пънчушка, наричана също припънка, светеща пънчушка, фосфорна гъба и чума по дърветата (Armillaria mellea), е вид ядлива базидиева гъба от семейство Physalacriaceae.

## Описание
Шапката достига до 12 cm диаметър. В началото на развитието си е в полукълбовидна форма и тъмна, масленокафява до почти черна на цвят, покрита със стърчащи люспици. Когато съзрее, става плоска, с подвит надолу ръб, жълта, охрено-жълта, жълто-кафява, меснокафява или кафява на цвят, с опадващи люспици или почти гладка. Пънчето достига дължина 20 cm и е дълго, тънко, право или извито, влакнесто, нагоре по-бледо, надолу червеникаво-кафяво, а в основата често жълтеникаво. Пръстенчето под шапката е ципесто, бяло, с жълти снежинки по долната страна. Месото в шапката меко, а в пънчето – влакнесто. Вкусът му е приятен, а мирисът – подобен на сирене. След добра топлинна обработка е ядлива, но трудно смилаема гъба, като младите шапки се използват най-често за салати с оцет или като добавка в различни супи и ястия.

## Местообитание
Среща се относително често през юли – ноември в различни широколистни гори, а и в овощни градини. Расте край дънери, пънове, понякога и при живи дървета, обикновено на групи и огромни туфи, по-рядко самостоятелно.